# Simon Samuel
Simon Samuel (* 5. Oktober 1833 in Glogau; † 9. Mai 1899 in Königsberg) war ein deutscher Pathologe.
Samuel studierte Medizin in Berlin und wurde 1855 mit der Dissertation De vi nervorum ad vasa, temperaturam et secretiones promoviert. In Berlin gehörte u. a. Robert Remak zu seinen Lehrern. Danach studierte er weiter in Wien und ließ sich 1856 als Arzt in Königsberg nieder. Im Jahr 1867 – nachdem die Satzungen der Universität aufgehoben worden waren, die das für Nicht-Evangelische ausschlossen –  habilitierte er sich, und war 1874 bis 1899 ordentlicher Professor für allgemeine Pathologie und Therapie in Königsberg.

## Schriften
- Die trophischen Nerven : Ein Beitrag zur Physiologie und Pathologie, Leipzig: Wigand 1860
- Der Entzündungsprozess, Leipzig: Vogel 1873
- Ueber die Entstehung der Eigen-Wärme und des Fiebers : Experimental-Untersuchung, Leipzig: Vogel 1876
- Handbuch der allgemeinen Pathologie als pathologische Physiologie, Stuttgart: Enke, 1877 bis 1879
- Compendium der allgemeinen Pathologie für Studirende und Ärzte, Stuttgart: Enke 1880
- Die subkutane Infusion als Behandlungsmethode der Cholera, F. Enke 1883
- Die therapeutischen Aufgaben und Ziele, 1898
- Allgemeine Theorie der Störungen des Localkreislaufs, der Localernährung und der Eigenwärme, 1898
- Medicinische Secten, Urban & Schwarzenberg 1898
- Herausgeber mit Albert Eulenburg: Lehrbuch der allgemeinen Therapie und der therapeutischen Methoden, 3 Bände, Urban & Schwarzenberg 1898, 1899
- Beiträge zu Albert Eulenburgs Real-Encyclopädie der gesammten Heilkunde. Erste Auflage.
  - Band 1 (1880) (Digitalisat), S. 143–145: Agonie; S. 285–287: Anämie; S. 388–394: Antiphlogose; S. 394–396: Antipyrese; S. 460–461: Aplasie; S. 466: Apoplexia; S. 563–564: Asthenie; S. 590–593: Atrophie
  - Band 2 (1880) (Digitalisat), S. 308–325: Blutanomalien; S. 418–429: Brand; S. 643–646: Cachexie
  - Band 3 (1880) (Digitalisat), S. 422–428: Congestion; S. 455–459: Constitutionsanomalien; S. 552–555: Cyanose
  - Band 4 (1880) (Digitalisat), S. 226–229: Dyskrasie; S. 640–643: Entwicklungskrankheiten
  - Band 5 (1881) (Digitalisat), S. 134–136: Euthanasie; S. 264–281: Fieber
  - Band 6 (1881) (Digitalisat), S. 176–177:  Hämatom; S. 224–229: Hämorrhagien; S. 674–678: Hydrops; S. 706: Hyperplasie; S. 706–708 Hypertrophie
  - Band 7 (1881) (Digitalisat), S. 128–129: Immunität; S. 162–168: Inanition, Entkräftung, Ermattung; S. 168–169: Incubation; S. 170: Infarct; S. 196–208: Intoxication; S. 299: Ischämie; S. 638–646: Krankheit im Allgemeinen
  - Band 8 (1881) (Digitalisat), S. 449–450: Lysis; S. 582–589 : Marasmus; S. 661–664: Melanämie
  - Band 9 (1881) (Digitalisat), S. 29–32: Metastase; S. 49–50: Mikrocythämie; S. 672–673: Nutritionsstörungen
  - Band 10 (1882) (Digitalisat), S. 72–74: Ohnmacht
  - Band 11 (1882) (Digitalisat), S. 77–84: Protoplasma; S. 353–354: Recidiv; S. 424–430: Regeneration
  - Band 12 (1882) (Digitalisat), S. 429–434: Secretionsanomalien; S. 521–526: Shock
  - Band 13 (1883) (Digitalisat), S. 42–46: Stagnation; S. 77–79: Stasis; S. 270–274: Symptom; S. 275–276: Syncope
  - Band 14 (1883) (Digitalisat), S. 28–91: Trophoneurosen; S. 498–502: Verfettung; S. 502–504: Verkalkung; S. 504–505: Verknöcherung